# 伊万·科季察
伊万·谢尔盖耶维奇·科季察（俄語：Иван Сергеевич Кодица，1899年5月1日—1980年9月5日），苏联政治人物。曾任摩尔达维亚苏维埃社会主义共和国最高苏维埃主席团主席兼苏联最高苏维埃主席团副主席等职务。

## 生平
- 1899年5月1日出生于比萨拉比亚省科尔若瓦村的一个农民家庭。1920年越过罗马尼亚-苏联边界，加入红军。
- 1920年-1923年，苏俄红军蒂拉斯波尔市卫队营、德涅斯特河沿岸情报部门支队服役，参加对比萨拉比亚罗马尼亚驻军的破坏活动。
- 1923年-1926年，西方少数民族共产主义大学学习。
- 1926年-1929年，摩尔达维亚苏维埃社会主义自治共和国蒂拉斯波尔区土地和森林工人工会工作。1927年加入联共（布）。
- 1929年-1930年，莫斯科苏联工会高等学校学习。
- 1930年-1934年，苏联农业工人联盟中央委员会委员。
- 1934年-1937年，苏联毛皮和家禽农场工人联盟中央委员会执行书记。
- 1938年-1940年，Rosglavkonditera工厂人事处副主任、主任。
- 1940年-1941年，参加阿穆尔州海兰泡市食品工业企业的建设。
- 1941年，萨拉托夫糖果厂厂长。
- 1942年-1944年，萨拉托夫州乌达尔尼克州立农场政治部主任，萨拉托夫州国营农场局长。
- 1944年-1950年，摩共（布）中央委员会食品工业部工作。
- 1950年-1951年4月，摩尔达维亚苏维埃社会主义共和国地方工业部长。
- 1951年4月-1963年4月，摩尔达维亚苏维埃社会主义共和国最高苏维埃主席团主席。期间，1954年-1963年4月兼任苏联最高苏维埃主席团副主席。
- 1963年4月起退休，兼任摩共基希讷乌市委员会退伍军人委员会主任。
- 1980年5月9日于基希讷乌逝世，享年81岁。

科季察是苏共19-22大代表；第22届中央审计委员；第4-6届苏联最高苏维埃民族院代表；第3-6届摩尔达维亚苏维埃社会主义共和国最高苏维埃代表。

## 荣誉
- 列宁勋章
- 十月革命勋章（1979）
- 红旗勋章
- 两次劳动红旗勋章（1959）